# 伊拉克庫爾德斯坦—德國關係
伊拉克庫爾德斯坦與德國關係是指伊拉克庫爾德斯坦與德意志聯邦之間的雙邊關係。德國自2012年起在埃爾比勒設有領事館，而庫爾德斯坦地區自1992年起在柏林設有代表處。

## 歷史
伊拉克庫爾德斯坦與德國雙方舉行過一些高級別會議。2009年，庫爾德斯坦時總統馬蘇德·巴爾扎尼訪問柏林，會見了德國總理默克爾和外交部長弗兰克-瓦尔特·施泰因迈尔。2014年，巴爾扎尼總統稱德國是「庫爾德斯坦對抗伊斯蘭國的堅定盟友之一」。德國總領事馬克·艾希霍恩（Marc Eichhorn）則形容雙方關係是「絕佳的」。

### 德國對庫爾德斯坦的援助
為了阻止伊斯蘭國勢力入侵伊拉克北部地區，德國政府決定在軍事上援助伊拉克庫爾德斯坦自治區的軍隊佩什梅格。2014年8月，德方向庫方運送了第一批包含非致命性武器的援助物資。同年9月初，德國發送了致命武器和後勤支援，包括突擊步槍，機槍，手槍，反坦克武器，夜視裝置和收音機。援助物資足以裝備4,000名庫爾德士兵。德國還在埃爾比勒建立了一個軍事聯絡小組，以協調分配援助的工作，這筆交付額為8,900萬美元於9月5日被庫爾德當局接收。2014年9月28日，德國國防部長烏爾蘇拉·馮德萊恩前往埃爾比勒表示德國將繼續對庫爾德士兵給予支持，德國士兵亦在當年10月開始訓練庫爾德士兵。
2015年1月，馮德萊恩再次訪問庫爾德斯坦地區，並參觀了德國士兵訓練庫爾德士兵的營地，又保證德國將進一步支持庫爾德斯坦。在2015年2月舉行的慕尼黑安全會議期間，巴爾扎尼會見了默克爾和馮德萊恩，討論了對庫爾德士兵的軍事援助的事議。2015年5月，德國再發送500枚MILAN反坦克導彈，30枚火箭發射器，反坦克榴弹发射器，G-3和G-36突擊步槍和彈藥。2015年4月至5月為庫爾德斯坦地區派遣了5架飛機作為軍事援助。2015年10月，馮德萊恩表示已經訓練了4,700名庫爾德士兵。2016年1月，德國在埃爾比勒開設了一個訓練基地以訓練更多庫爾德士兵。
2016年8月，德國政府考慮向庫爾德斯坦地區發送更多軍事援助，德國國防部發言人表示已經發送了70噸武器。那批貨物於2016年11月初由庫爾德當局接收。2017年4月，德國外交大臣西格馬爾·加布里爾與巴爾扎尼會面，並讚揚庫爾德人對抗伊斯蘭國。